# Bataille de la forêt de Princé
Guerre de Vendée
Batailles
La bataille de la forêt de Princé a lieu le 12 janvier 1794 pendant la guerre de Vendée.

## Déroulement
Le 12 janvier 1794, le général Haxo lance une offensive contre les forces vendéennes de La Cathelinière, qui s'étaient repliées sur la forêt de Princé après leur défaite à Port-Saint-Père. Quatre colonnes se sont mises en mouvement : la première se porte de Paimbœuf à Chauvé, à l'ouest de la forêt ; la seconde de Machecoul à Arthon-en-Retz, au sud-ouest ; la troisième de Sainte-Pazanne à Saint-Hilaire-de-Chaléons, au sud-est ; et la quatrième du château d'Aux, dans la commune de La Montagne, à Rouans, au nord-est. Les Vendéens, estimés entre 700 et 800 par Haxo, sortent de la forêt et tentent de se porter sur Bourgneuf-en-Retz, en direction du sud,. La deuxième colonne républicaine les attaque alors de front et la troisième de flanc. Après une vive fusillade, les Vendéens sont mis en déroute et les républicains se lancent à leur poursuite pour traquer les fuyards,.

## Conséquences
La Cathelinière pourrait avoir été blessé lors de ce combat. Le 28 février, il est découvert et capturé par les républicains dans sa ferme du Moulinet, à Frossay,,. Conduit à Nantes, où il est interrogé, il affirme cependant que sa blessure lui a été infligée trois semaines plus tôt, soit début février. Il est condamné à mort le 2 mars et guillotiné le jour même.